# Алексеев, Андрей (политик)
Андрей Алексеев (родился 18 апреля 1966 года в Елгаве).
В 1988 году окончил факультет военной техники Ульяновского высшего командного танкового училища.
В 2001—2002 гг. депутат Елгавской думы. В 2002—2006 гг. депутат Сейма Латвии; избран по списку ЗаПЧЕЛ; состоял во фракции ЗаПЧЕЛ, в феврале 2003 года вышел из неё вместе с другими депутатами ПНС, образовавшей отдельную фракцию, но к концу года вернулся во фракцию ЗаПЧЕЛ.